# 藤縣戰鬥
藤縣戰鬥發生於1930年2月9日，地點則是在中國桂南一帶，是國民革命軍內部所發生的內戰戰鬥之一。藤縣戰鬥的交戰雙方，一方為八路軍蔣光鼐部，另一方為桂軍許宗武部。